# Gran Turismo (herní série)
Gran Turismo je velmi úspěšná série závodních videoher exkluzivně pro herní konzole Sony PlayStation, PlayStation 2, PlayStation Portable, PlayStation 3, PlayStation 4 a PlayStation 5 vyvíjená společností Polyphony Digital a jejím hlavním vývojářem je Kazunori Jamauči.

## Charakteristika
Žádná hra ze série neobsahuje příběh a všechny mají stejný princip – hráč začíná s určitým obnosem, který má na nákup auta (respektive jeho vylepšení), a postupem času si díky vítězstvím v závodech odemyká nové tratě, auta a získává peníze. Cílem je dokončit hru na 100 %.
Kvůli licenčním dohodám s výrobci automobilů hra nemá téměř žádný model poškození a tím pádem má jen omezený kolizní systém. I přesto se ovšem hra řadí spíše k simulátorům než k arkádám (například díky zastávkám v boxech, opotřebení pneumatik a reakcím aut na úpravy) Už od prvního dílu jsou všechny vozidla ve hře vytvářeny individuálně, každé má jiný vzhled, ovladatelnost a v pozdějších verzích dokonce i interiér.

## Gran Turismo 1
První díl série a nejprodávanější hra na PlayStation.[zdroj?] Obsahuje 11 tratí a 178 vozidel. Vydána roku 1997. Celkem se prodalo 10 850 000 ks.

## Gran Turismo 2
Oproti prvnímu dílu je Gran Turismo 2 rozsáhlejší (28 tratí a okolo 650 vozidel), kvůli tomu byla vydána na dvou CD. Většina tratí je fiktivní, ale ve hře se nacházejí i dvě skutečné tratě (kalifornská Laguna Seca a koloradská Pikes Peak). Ta je ale upravená a neodpovídá tudíž realitě (ploty a zábrany kolem trati, ani délka samotné trati neodpovídá). Mimo to obsahuje i několik rallye tratí. Vydána roku 1999.

## Gran Turismo 3: A-Spec
Třetí díl obsahuje 20 tratí a okolo 150 vozidel. Oproti předchozím dílům má modernější grafiku a jinou strukturu města.
Tuning aut se provádí v jednom místě na mapě, oproti předchozímu dílu o poznání méně vozidel. Vydána na jednovrstvém DVD pro PlayStation 2 roku 2001.

## Gran Turismo 4

Logo Gran Turismo 4

Gran Turismo 4 byla vydána na dvouvrstvém DVD pro PlayStation 2 roku 2004, je schopná HD rozlišení (pouze NTSC japonská verze, v PAL verzi HD rozlišení není). Ve hře se nachází 51 tratí a 728 vozidel.

## Gran Turismo 5
Gran Turismo 5 byla vydána pro PlayStation 3 24. listopadu 2010 (70 tratí a 950 vozidel). Jako první v sérii obsahuje model poškození, který však není nijak zázračný. V květnu 2014 byly vypnuty servery hry, takže již není možnost hrát hru online s přáteli. 
Jedná se o jediný díl, ve kterém se nachází legendární okruh z britského pořadu Top Gear.
Hra dostala mnoho kritiky za to, že většina modelů aut byly portnuté z předešlých titulů na ps2 a psp a nevypadaly příliš dobře. V traileru byly taktéž ukázány upadávající dveře a nárazníky které se však pojí pouze na wrc auta.

## Gran Turismo(PSP)
Hra byla vydána 1. října 2009. Je zde 60 tratí a 800 aut. Ve hře není přítomen tuning a úpravy aut a hlavní mód se nestaví na závodech, ale na "driving missions" známých z GT4. Prodeje aut jsou generovány dle náhodného rosteru, tudíž je velmi obtížné získat všechna. Proto lze auta prodávat a vyměňovat s jinými majiteli PSP s touto hrou. Hra běží na stabilních 60 fps a na trati spolu s hráčem 3 soupeři.[ujasnit] V podstatě se jednalo o zjednodušený čtvrtý díl doplněný o pár nových vozidel. Hra byla původně ohlášena s názvem gran turismo 4 mobile.

## Gran Turismo 6

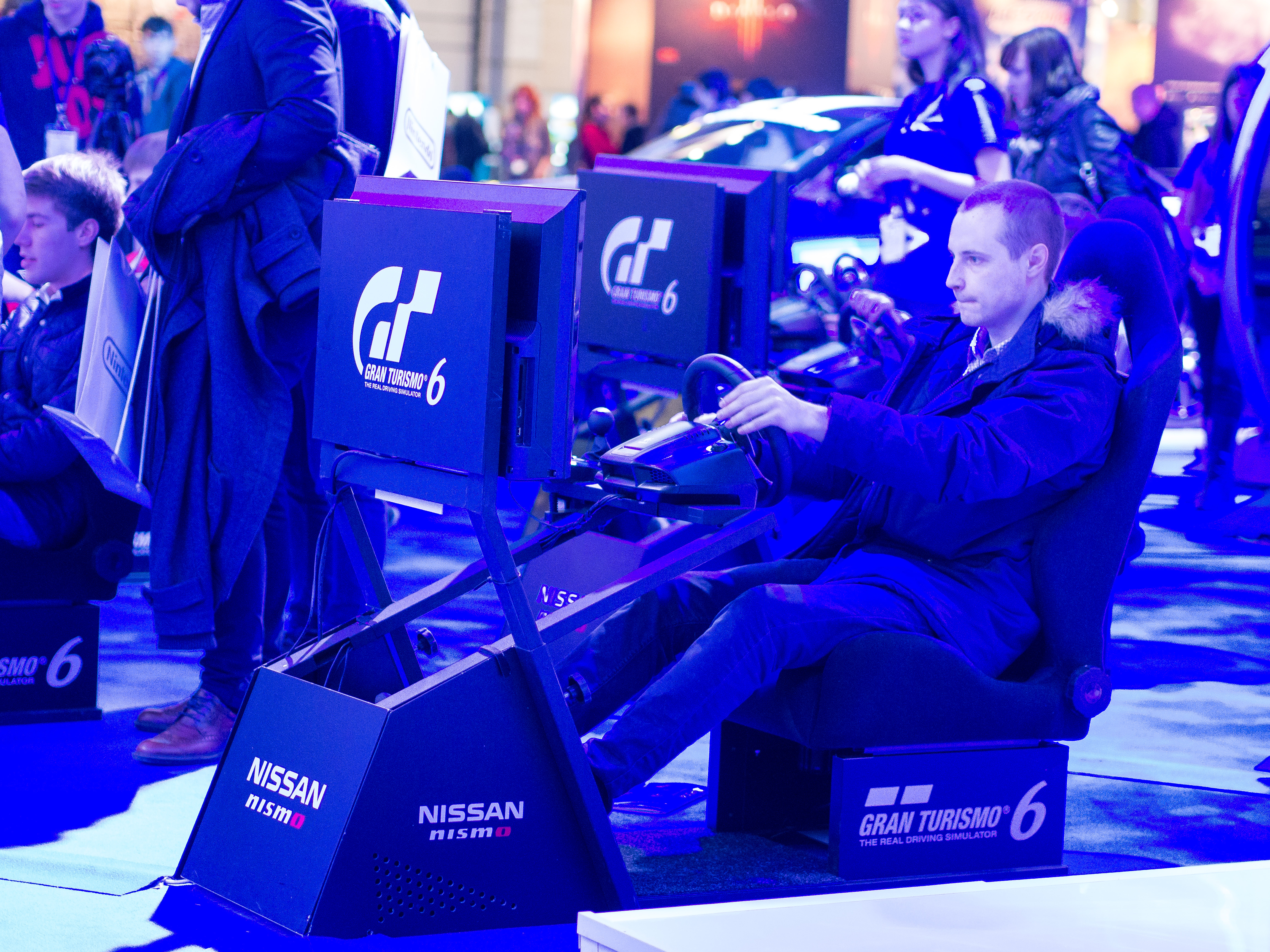
Gran Turismo 6 simulátor

Vyšlo 6. prosince 2013. Obsahuje více než 1200 vozů a 107 tratí. Hra oslavovala 15. výročí série Gran Turismo speciálním steelbookem a obsahovala například mise s lunárním vozítkem na měsíci. Hra měla propracovaný systém hvězd během nočních závodů.

## Gran Turismo Sport

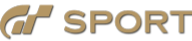
Logo GT Sport

Hra Gran Turismo Sport byla vydána 18. října 2017. Obsahuje přes 150 vozů a 54 tratí v 18 různých lokacích. Jde o první hru série na PlayStation 4. Hra však ze začátku neměla kariéru která byla přidána až v aktualizaci. Do hry již nejsou přidávána nová auta a tratě z důvodu přechodu k nadcházejícímu titulu.

## Gran Turismo 7

Logo Gran Turismo 7

Již sedmý díl této herní série vyšel 4. března 2022 na konzole PS4 a PS5. Jedná se o první díl, který vyšel na více konzolí a zároveň oslavuje 25. výročí značky Gran Turismo. Vrací se plnohodnotné závodění, bazar vozidel a nově také prodejna historických či vzácných vozidel. V této sekci "Hagerty" (Americká společnost zabývající se pojištěním a cenovým odhadem vzácných vozidel) jsou po omezenou dobu nabízeny vzácné a drahé vozy, které se postupně obměňují. 
Hra podporuje nejen haptickou odezvu ovladače DualSense, ale také je kompatibilní s virtuální realitou PlayStation VR2. Podpora virtuální reality byla přidána v rámci pravidelných updatů, které každý měsíc přidávají nový obsah do hry.
S verzí hry 1.35 je přítomno 480 detailně zpracovaných vozidel a 63 tratí v 34 lokacích po celém světě. 

## Neplnohodnotné díly
Kromě předchozích pěti dílů existují i další (tzv. spin-offs), které jsou většinou nějakým způsobem obsahově omezené nebo nedokončené. Mají a měly reklamní funkci nebo funkci ochutnávky pro hráče, kterým mají ukázat, jak bude vypadat nadcházející díl. Tyto díly jsou určeny primárně pro japonský trh, kde má Gran Turismo tradičně nejsilnější zákaznickou základnu.
- Gran Turismo Demo Disc (demo GT1)
- Gran Turismo 2000 (původní GT3 které mělo být jen předělání GT2 do lepší grafiky na PS2, Sony nakonec projekt odložila a Polyphony Digital hru přepracovala do nového GT3)
- Gran Turismo Concept: 2001 Tokyo (datadisk GT3) - nedostupné v Evropě
- Gran Turismo Concept: 2002 Tokyo-Seoul (datadisk GT3) - nedostupné v Evropě
- Gran Turismo Concept: 2002 Tokyo-Geneva (datadisk GT3) - prodáno pouze 1 030 000 ks
- Gran Turismo 4 Prologue ("demo" GT4) - Dvou diskové balení obsahovalo také dokument na DVD
- Toyota Prius demo disc / Gran Turismo Special Edition 2004 Geneva Version (reklamní demo GT4)
- BMW 1-series demo disc (reklamní demo GT4)
- Nissan Micra demo disc (reklamní demo GT4)
- Nissan 350Z demo disc (reklamní demo GT4)
- Gran Turismo 4 Online test version (veřejná beta verze, doplněk GT4) Stala se populární na emulátorech.
- Gran Turismo HD Concept - existuje pouze pár fyzických nosičů, hra byla zdarma k vyzkoušení po omezenou dobu na PlayStation Store pro PS3
- Gran Turismo 5 Prologue (rozšířené "demo" GT5, vydávané za cenu plné hry (5 tratí a přibližně 50 vozidel)
- My First Gran Turismo hra vydaná na ps4 a ps5 jako Gran Turismo 7 demo se třemi tratěmi a omezeným počtem aut.